# Kanoistika na Letních olympijských hrách 2012

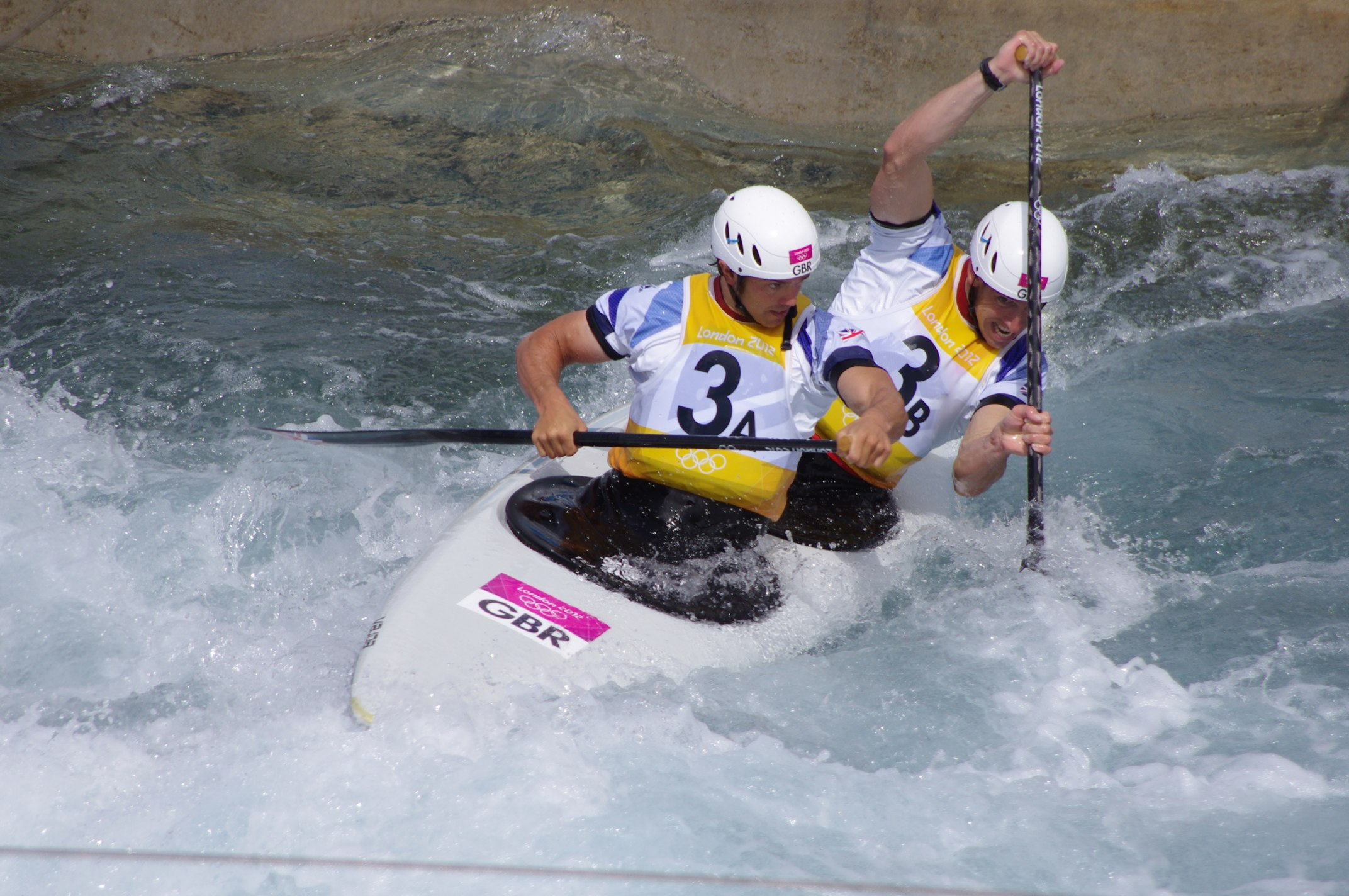
Timothy Baillie a Etienne Stott v závodě C2 na olympijském kanále

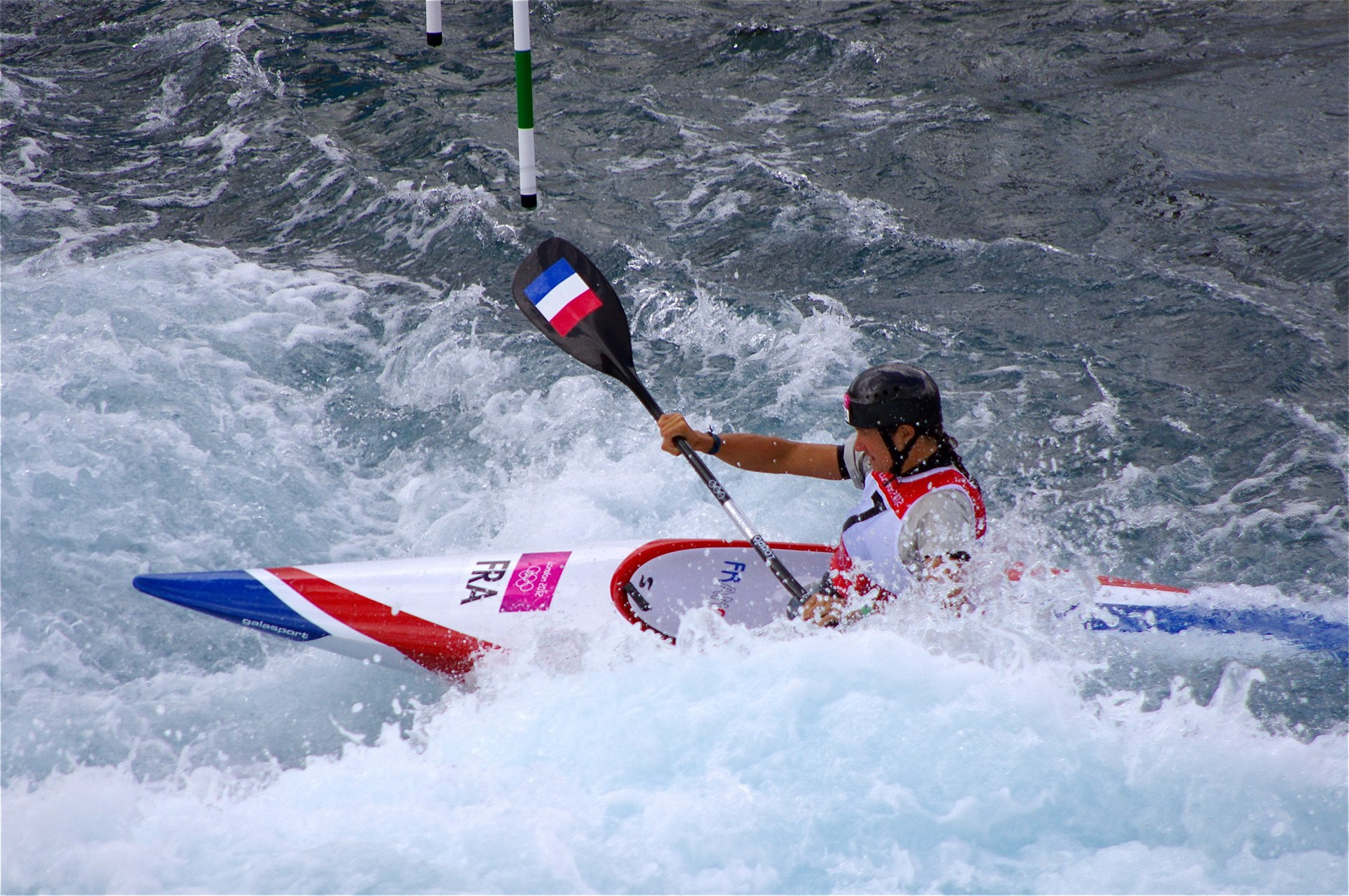
Émilie Ferová v olympijském závodě K1

Závody v kanoistice se na Letních olympijských hrách 2012 v Londýně uskutečnily ve dnech 29. července – 2. srpna 2012 na kanále Lee Valley White Water Centre (vodní slalom) a 6.–11. srpna 2012 na kanále Eton Lake (rychlostní kanoistika). Celkem 330 závodníků startovalo v 16 disciplínách (11 pro muže, 5 pro ženy).
Oproti předchozím olympijským hrám byly mužské sprinty C1 a K1 na 500 m nahrazeny závody na 200 m. Další změnou byla absence mužského závodu C2 na 500 m, místo něhož startovaly ženy v závodě K1 na 200 m.

## Medailové pořadí zemí
| Pořadí | Země                        | Zlato | Stříbro | Bronz | Celkově |
| ------ | --------------------------- | ----- | ------- | ----- | ------- |
| 1.     | Německo (GER)               | 3     | 2       | 3     | 8       |
| 2.     | Maďarsko (HUN)              | 3     | 2       | 1     | 6       |
| 3.     | Velká Británie (GBR)        | 2     | 1       | 1     | 4       |
| 4.     | Francie (FRA)               | 2     | 0       | 0     | 2       |
| 5.     | Ukrajina (UKR)              | 1     | 2       | 0     | 3       |
| 6.     | Austrálie (AUS)             | 1     | 1       | 0     | 2       |
| 7.     | Rusko (RUS)                 | 1     | 0       | 2     | 3       |
| 8.     | Itálie (ITA)                | 1     | 0       | 0     | 1       |
| 8.     | Norsko (NOR)                | 1     | 0       | 0     | 1       |
| 8.     | Nový Zéland (NZL)           | 1     | 0       | 0     | 1       |
| 11.    | Bělorusko (BLR)             | 0     | 2       | 1     | 3       |
| 11.    | Španělsko (ESP)             | 0     | 2       | 1     | 3       |
| 13.    | Kanada (CAN)                | 0     | 1       | 2     | 3       |
| 14.    | Česko (CZE)                 | 0     | 1       | 1     | 2       |
| 15.    | Litva (LTU)                 | 0     | 1       | 0     | 1       |
| 15.    | Portugalsko (POR)           | 0     | 1       | 0     | 1       |
| 17.    | Slovensko (SVK)             | 0     | 0       | 2     | 2       |
| 18.    | Jihoafrická republika (RSA) | 0     | 0       | 1     | 1       |
| 18.    | Polsko (POL)                | 0     | 0       | 1     | 1       |
| Celkem | Celkem                      | 16    | 16      | 16    | 48      |

## Medailisté

### Vodní slalom

#### Muži
| Kategorie | Zlato                                                  | Výkon  | Stříbro                                                  | Výkon  | Bronz                                                     | Výkon  |
| --------- | ------------------------------------------------------ | ------ | -------------------------------------------------------- | ------ | --------------------------------------------------------- | ------ |
| C1        | Tony Estanguet · Francie (FRA)                         | 97,06  | Sideris Tasiadis · Německo (GER)                         | 98,09  | Michal Martikán · Slovensko (SVK)                         | 98,31  |
| C2        | Velká Británie (GBR) · Timothy Baillie · Etienne Stott | 106,41 | Velká Británie (GBR) · David Florence · Richard Hounslow | 106,77 | Slovensko (SVK) · Pavol Hochschorner · Peter Hochschorner | 108,28 |
| K1        | Daniele Molmenti · Itálie (ITA)                        | 93,43  | Vavřinec Hradilek · Česko (CZE)                          | 94,78  | Hannes Aigner · Německo (GER)                             | 94,92  |

#### Ženy
| Kategorie | Zlato                         | Výkon  | Stříbro                          | Výkon  | Bronz                                  | Výkon  |
| --------- | ----------------------------- | ------ | -------------------------------- | ------ | -------------------------------------- | ------ |
| K1        | Émilie Ferová · Francie (FRA) | 105,90 | Jessica Foxová · Austrálie (AUS) | 106,51 | Maialen Chourrautová · Španělsko (ESP) | 106,87 |

### Rychlostní kanoistika

#### Muži
| Kategorie | Zlato                                                                     | Výkon    | Stříbro                                                                       | Výkon    | Bronz                                                                 | Výkon    |
| --------- | ------------------------------------------------------------------------- | -------- | ----------------------------------------------------------------------------- | -------- | --------------------------------------------------------------------- | -------- |
| C1 200 m  | Jurij Čeban · Ukrajina (UKR)                                              | 42,291   | Jevgenij Šuklin · Litva (LTU)                                                 | 42,792   | Ivan Štyl · Rusko (RUS)                                               | 42,853   |
| C1 1000 m | Sebastian Brendel · Německo (GER)                                         | 3:47,176 | David Cal · Španělsko (ESP)                                                   | 3:48,053 | Mark Oldershaw · Kanada (CAN)                                         | 3:48,502 |
| C2 1000 m | Německo (GER) · Peter Kretschmer · Kurt Kuschela                          | 3:33,804 | Bělorusko (BLR) · Andrej Bahdanovič · Aljaxandr Bahdanovič                    | 3:35,206 | Rusko (RUS) · Alexej Korovaškov · Ilja Pervuchin                      | 3:36,414 |
| K1 200 m  | Ed McKeever · Velká Británie (GBR)                                        | 36,246   | Saúl Craviotto · Španělsko (ESP)                                              | 36,540   | Mark de Jonge · Kanada (CAN)                                          | 36,657   |
| K1 1000 m | Eirik Verås Larsen · Norsko (NOR)                                         | 3:26,462 | Adam van Koeverden · Kanada (CAN)                                             | 3:27,170 | Max Hoff · Německo (GER)                                              | 3:27,759 |
| K2 200 m  | Rusko (RUS) · Jurij Postrigaj · Alexandr Djačenko                         | 33,507   | Bělorusko (BLR) · Raman Pjatrušenka · Vadzim Machneŭ                          | 34,266   | Velká Británie (GBR) · Liam Heath · Jon Schofield                     | 34,421   |
| K2 1000 m | Maďarsko (HUN) · Rudolf Dombi · Roland Kökény                             | 3:09,646 | Portugalsko (POR) · Fernando Pimenta · Emanuel Silva                          | 3:09,699 | Německo (GER) · Martin Hollstein · Andreas Ihle                       | 3:10,117 |
| K4 1000 m | Austrálie (AUS) · Tate Smith · David Smith · Murray Stewart · Jacob Clear | 2:55,085 | Maďarsko (HUN) · Zoltán Kammerer · Dávid Tóth · Tamás Kulifai · Dániel Pauman | 2:55,699 | Česko (CZE) · Daniel Havel · Lukáš Trefil · Josef Dostál · Jan Štěrba | 2:55,850 |

#### Ženy
| Kategorie | Zlato                                                                                            | Výkon    | Stříbro                                                                                        | Výkon    | Bronz                                                                                         | Výkon    |
| --------- | ------------------------------------------------------------------------------------------------ | -------- | ---------------------------------------------------------------------------------------------- | -------- | --------------------------------------------------------------------------------------------- | -------- |
| K1 200 m  | Lisa Carringtonová · Nový Zéland (NZL)                                                           | 44,638   | Inna Osypenková-Radomská · Ukrajina (UKR)                                                      | 45,053   | Natasa Dusevová-Janicsová · Maďarsko (HUN)                                                    | 45,128   |
| K1 500 m  | Danuta Kozáková · Maďarsko (HUN)                                                                 | 1:51,456 | Inna Osypenková-Radomská · Ukrajina (UKR)                                                      | 1:52,685 | Bridgitte Hartleyová · Jihoafrická republika (RSA)                                            | 1:52,923 |
| K2 500 m  | Německo (GER) · Franziska Weberová · Tina Dietzeová                                              | 1:42,213 | Maďarsko (HUN) · Katalin Kovácsová · Natasa Dusevová-Janicsová                                 | 1:43,278 | Polsko (POL) · Beata Mikołajczyková · Karolina Najaová                                        | 1:44,000 |
| K4 500 m  | Maďarsko (HUN) · Gabriella Szabóová · Danuta Kozáková · Katalin Kovácsová · Krisztina Fazekasová | 1:30,827 | Německo (GER) · Carolin Leonhardtová · Franziska Weberová · Katrin Augustinová · Tina Dietzová | 1:31,298 | Bělorusko (BLR) · Iryna Pamjalová · Nadzeja Papoková · Volha Chudzenková · Maryna Paŭtaranová | 1:31,400 |

## Program
| R | Rozjížďky | ½ | Semifinále | F | Finále |

| Závod ↓/Datum → | Ne 29. 7. | Po 30. 7. | Út 31. 7. | Út 31. 7. | St 1. 8. | St 1. 8. | Čt 2. 8. | Čt 2. 8. |
| --------------- | --------- | --------- | --------- | --------- | -------- | -------- | -------- | -------- |
| C1 muži         | R         |           | ½         | F         |          |          |          |          |
| C2 muži         |           | R         |           |           |          |          | ½        | F        |
| K1 muži         | R         |           |           |           | ½        | F        |          |          |
| K1 ženy         |           | R         |           |           |          |          | ½        | F        |

| Závod ↓/Datum → | Po 6. 8. | Po 6. 8. | Út 7. 8. | Út 7. 8. | St 8. 8. | Čt 9. 8. | Pá 10. 8. | Pá 10. 8. | So 11. 8. |
| --------------- | -------- | -------- | -------- | -------- | -------- | -------- | --------- | --------- | --------- |
| C1 200 m muži   |          |          |          |          |          |          | R         | ½         | F         |
| C1 1000 m muži  | R        | ½        |          |          | F        |          |           |           |           |
| C2 1000 m muži  |          |          | R        | ½        |          | F        |           |           |           |
| K1 200 m muži   |          |          |          |          |          |          | R         | ½         | F         |
| K1 1000 m muži  | R        | ½        |          |          | F        |          |           |           |           |
| K2 200 m muži   |          |          |          |          |          |          | R         | ½         | F         |
| K2 1000 m muži  | R        | ½        |          |          | F        |          |           |           |           |
| K4 1000 m muži  |          |          | R        | ½        |          | F        |           |           |           |
| K1 200 m ženy   |          |          |          |          |          |          | R         | ½         | F         |
| K1 500 m ženy   |          |          | R        | ½        |          | F        |           |           |           |
| K2 500 m ženy   |          |          | R        | ½        |          | F        |           |           |           |
| K4 500 m ženy   | R        | ½        |          |          | F        |          |           |           |           |

## Česká výprava
Českou výpravu tvořilo 10 mužů a 1 žena:
Vodní slalom
- Štěpánka Hilgertová – K1 (4. místo)
- Vavřinec Hradilek – K1 (stříbro), C2 (9. místo)
- Stanislav Ježek – C1 (5. místo), C2 (9. místo)
- Ondřej Štěpánek – C2 (7. místo)
- Jaroslav Volf – C2 (7. místo)

Rychlostní kanoistika
- Josef Dostál – K4 1000 m (bronz)
- Filip Dvořák – C2 1000 m (5. místo)
- Daniel Havel – K4 1000 m (bronz)
- Jaroslav Radoň – C2 1000 m (5. místo)
- Jan Štěrba – K4 1000 m (bronz)
- Lukáš Trefil – K4 1000 m (bronz)